# Doeleinde
Een doel, doeleinde of doelstelling  is een resultaat waar een persoon, organisatie of systeem naar streeft. Het handelen, vooral doelrationeel handelen, wordt daarbij aangepast om het doel te bereiken en beïnvloedt daarmee het gedrag; handelen vanuit het opdat-motief. Doelgericht handelen vereist een bepaalde mate van vooruitziendheid - een verwachting dat het handelen leidt tot het resultaat - en een afweging van welke middelen gebruikt moeten worden.
Als er meerdere doelen zijn, kunnen deze met elkaar conflicteren en zullen er prioriteiten moeten worden gesteld. Bij conflicterende doelen van verschillende personen of organisaties kunnen onderlinge afspraken worden gemaakt, of kan er sprake zijn van concurrentie. Om hierbij excessen te voorkomen, kan regulering worden ingesteld.
De begrippen doel en motivatie zijn verwant: men stelt zich een doel omdat men dat graag wil bereiken, dus gemotiveerd is het te bereiken. Omgekeerd biedt een expliciete doelstelling houvast om gemotiveerd in die richting te werken. Een gezamenlijk doel kan groepsvorming versterken.
De anomietheorie stelt dat deviant gedrag in de hand worden gewerkt als er doelen worden gesteld zonder dat de middelen om deze te bereiken toereikend zijn.